# Autreville-sur-Moselle
Autreville-sur-Moselle är en kommun i departementet Meurthe-et-Moselle i regionen Grand Est (tidigare regionen Lorraine) i nordöstra Frankrike. Kommunen ligger i kantonen Pont-à-Mousson som tillhör arrondissementet Nancy. År 2022 hade Autreville-sur-Moselle 264 invånare.

## Befolkningsutveckling
Antalet invånare i kommunen Autreville-sur-Moselle
| Referens: INSEE |